# كيناكو

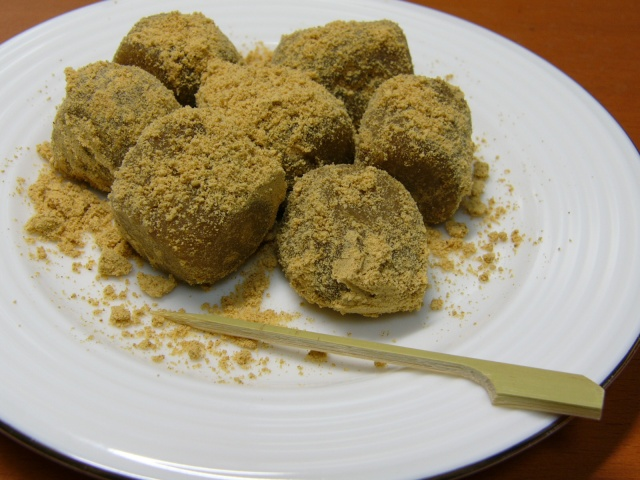
دانغو حلوى يابانيَّة مُغطّاة بدقيق فول الصويا المحمص

كيناكو (باليابانية: 黄粉 أو: きなこ) هو الاسم الياباني لدقيق فول الصويا المحمّص ، يُستخدم هذا الذَّرور كثيرًا في المطبخ الياباني. وردت هذه التّسمية «كيناكو» لأوَّل مرّة في كُتب الطّهي اليابانيَّة التي تعود إلى حقبة موروماتشي (1336 - 1573م). وتعني هذه الكلمة باليابانيَّة: «الدَّقيق الأصفَر».

## الإنتاج
يُصنع هذا الذَّرور بواسطة طحن حُبوب فول الصويا بعد تحميصها، وغالبًا ما تنُزع القشرة الخارجيَّة لحبوب الصويا قبل طحنها، لكن هناك بعض الأنواع من «كيناكو» تُحضَّر دون نزع القشرة الخارجيَّة لحبوب فول الصويا. يُصنع من حبوب الصويا الصفراء «كيناكو» أصفر اللّون، وهناك نوع أخضر اللّون يُصنع من حبوب الصويا الخضراء. يحتوي دقيق فول الصويا على فيتامين بي، وعلى بروتينات ولذلك فهو مفيد جدًّا ، ولكنّ البروتين الموجود في فول الصويا المحمص ليس سهلاً للهضم مثل البروتين الموجود في فول الصويا المسلوق.

## الاستعمال
يُستخدم دقيق «كيناكو» بكثرة في تحضير المأكولات اليابانيّة، ويُشكِّلُ مُكوِّنًا أساسيًّا في أطباق الدانغو، وأنواع أخرى من حلويات الواغاشي، وغالبًا ما تُغطّى كُرات الدانغو بطبقة سميكة من دقيق فول الصويا. كما يدخُل هذا الدقيق في صُنع حلوى "أوهاغي"، و«أبيكاوا-موتشي»، ويُجهّز من هذا الدّقيق مشروب يتكوَّن من خلط هذا الدقيق بالحليب، أو حليب الصويا، ومن أشهر الحلويات الّتي تُغطّى بذرور فول الصويا الحلوى المسمّاة وارابيموتشي.

## وصلات خارجية
- تاريخ فول الصويا المحمص (كيناكو)، قهوة الصويا، وشوكولاطة الصويا (2012)